# 비엣젯 항공의 운항 노선
2019년 4월 기준으로, 비엣젯 항공은 다음 노선을 운항중이다.

## 운항 노선

### 아시아

#### 동아시아
- 대한민국
  - 서울 - 인천국제공항
  - 대구 - 대구국제공항
  - 부산 - 김해국제공항
  - 청주 - 청주국제공항 전세편
  - 양양 - 양양국제공항 전세편
  - 무안 - 무안국제공항 계절편
- 일본
  - 도쿄 - 나리타 국제공항
  - 오사카 - 간사이 국제공항
- 중화인민공화국
  - 난창 - 난창 창베이 국제공항
  - 닝보 - 닝보 리서 국제공항 계절 전세편
  - 청두 - 청두 솽류 국제공항
  - 쿤밍 - 쿤밍 창수이 국제공항 계절 전세편
  - 톈진 - 톈진 빈하이 국제공항 계절 전세편
  - 하이커우 - 하이커우 메이란 국제공항 계절 전세편
  - 항저우 - 항저우 샤오산 국제공항 계절 전세편
- 홍콩
  - 홍콩 - 홍콩 국제공항
- 중화민국
  - 타이베이 - 타이완 타오위안 국제공항
  - 가오슝 - 가오슝 국제공항
  - 타이중 - 타이중 국제공항
  - 타이난 - 타이난 공항

#### 동남아시아
- 말레이시아
  - 쿠알라룸푸르 - 쿠알라룸푸르 국제공항
- 미얀마
  - 양곤 - 양곤 국제공항
- 베트남
  - 하노이 - 노이바이 국제공항 허브
  - 껀터 - 껀터 국제공항
  - 꾸이년 - 푸깟 공항
  - 나트랑 - 깜라인 국제공항 허브
  - 다낭 - 다낭 국제공항
  - 달랏 - 리엔크엉 국제공항
  - 동허이 - 동허이 공항
  - 뚜이호아 - 동탁 공항
  - 부온마투옷 - 부온마투옷 공항
  - 빈 - 빈 국제공항
  - 쁠래이꾸 - 쁠래이꾸 공항
  - 추라이 - 추라이 국제공항
  - 타인호아 - 토쑤언 공항
  - 푸꾸옥 - 푸꾸옥 국제공항 허브
  - 하이퐁 - 깟비 국제공항
  - 호치민 시 - 떤선녓 국제공항 허브
  - 후에 - 푸바이 국제공항
- 싱가포르
  - 싱가포르 - 싱가포르 창이 국제공항
- 인도네시아
  - 자카르타 - 수카르노 하타 국제공항
  - 덴파사르 - 응우라라이 국제공항
- 태국
  - 방콕 - 수완나품 국제공항
  - 치앙마이 - 치앙마이 국제공항
  - 푸켓 - 푸켓 국제공항

### 남아시아
- 인도
  - 뉴델리 - 인디라 간디 국제공항

## 단항 노선

### 아시아

#### 동아시아
- 마카오
  - 마카오 - 마카오 국제공항